# Moos-Dickblatt
Das Moos-Dickblatt (Crassula tillaea), auch Moosblümchen genannt, ist eine Pflanzenart aus der Gattung Dickblatt (Crassula) innerhalb der Familie der Dickblattgewächse (Crassulaceae).

## Beschreibung

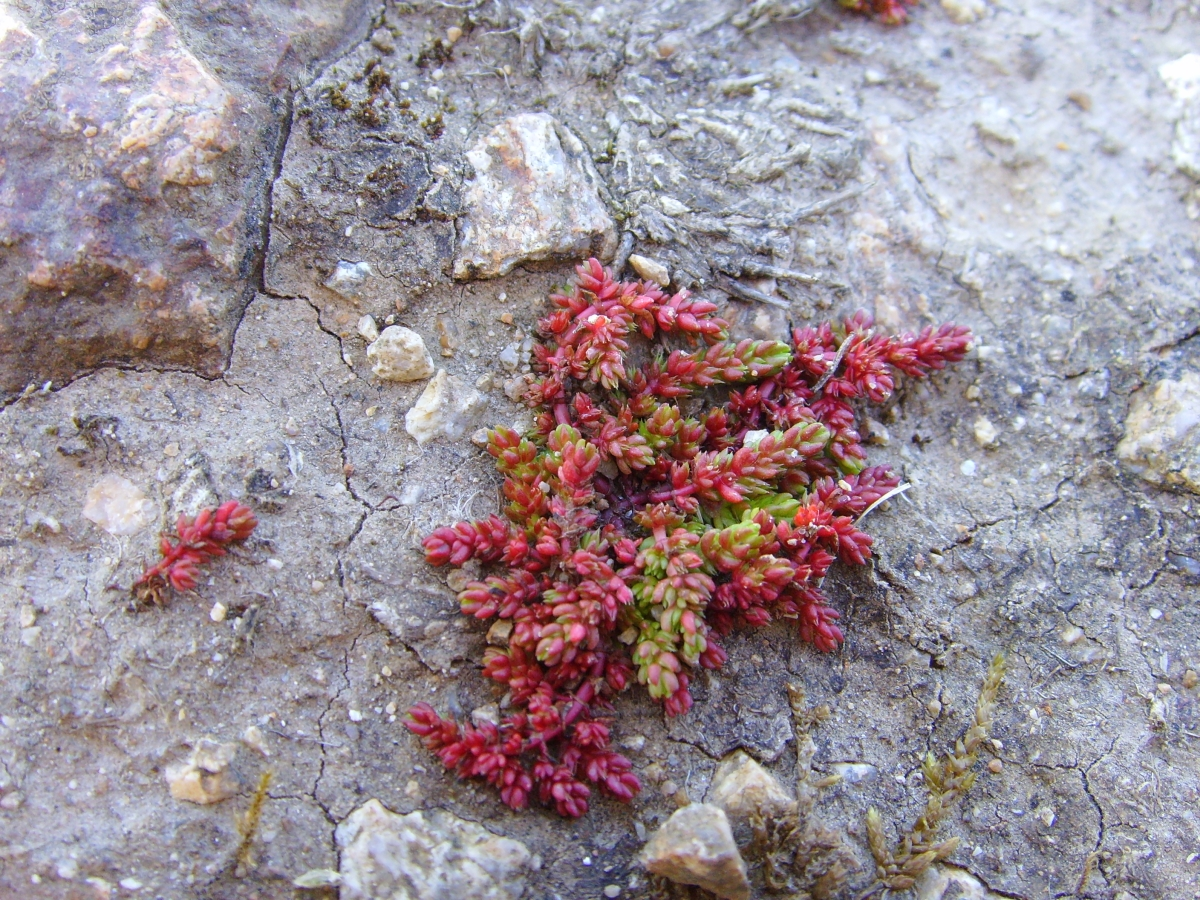
Habitus niederliegend wachsend

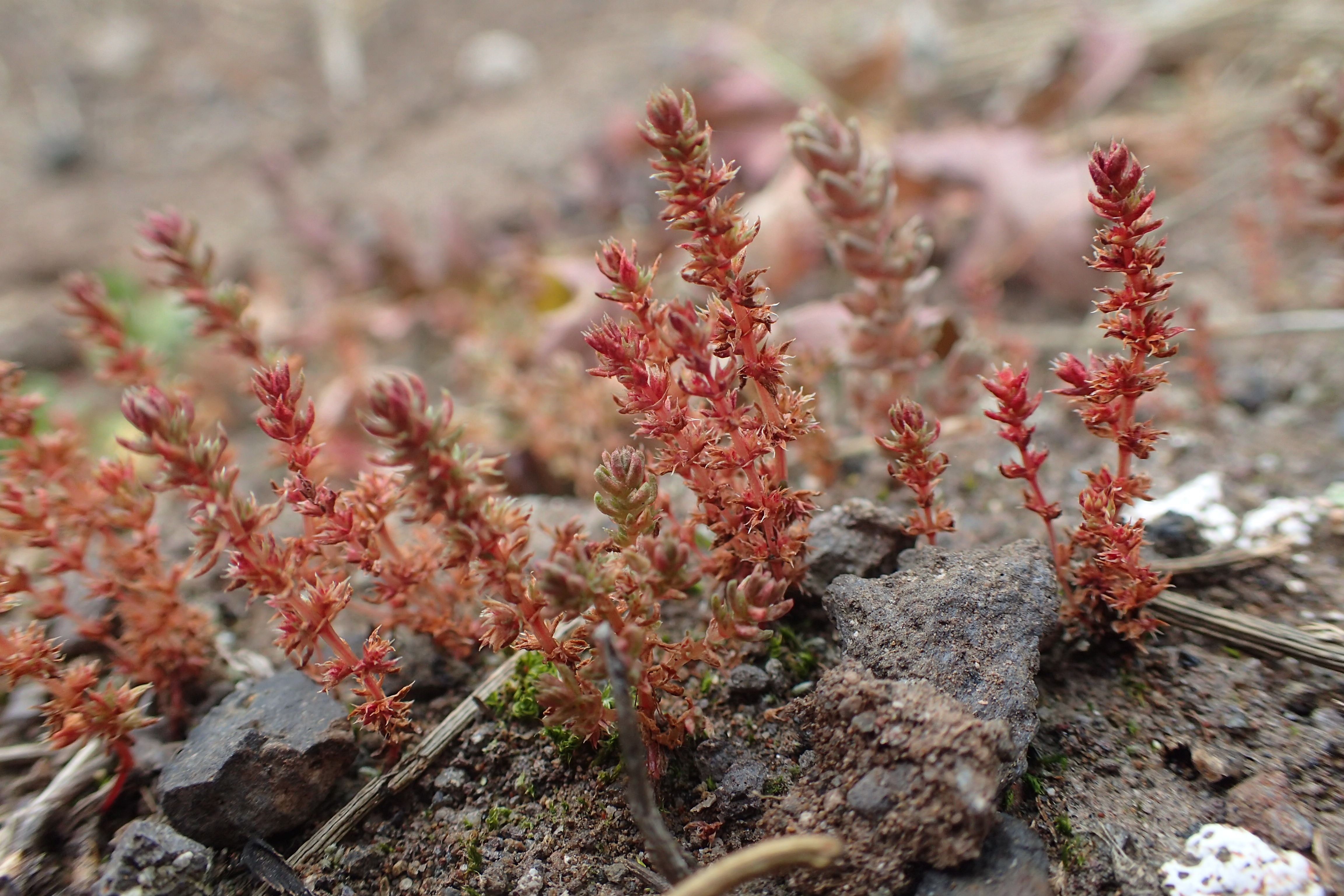
Habitus aufrecht wachsend

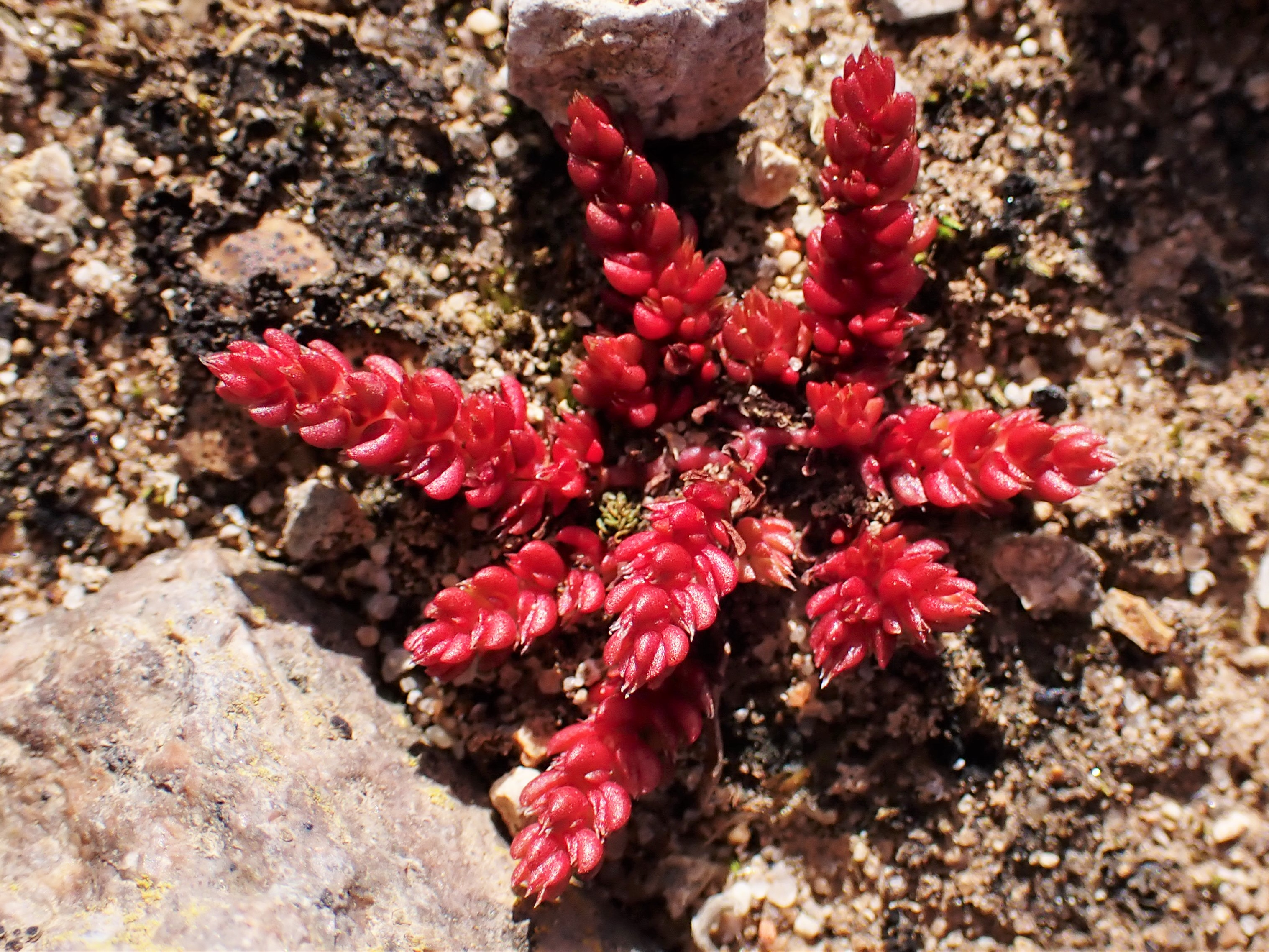
Habitus

### Vegetative Merkmale
Das Moos-Dickblatt ist eine einjährige Pflanze mit einem moosartigen Habitus. Die niederliegenden bis aufrechten Stängel sind 1 bis 5, selten bis zu 8 Zentimeter lang und verzweigt und vierkantig. Die Pflanzenteile sind oft rötlich überlaufen. Es werden reichlich Adventivwurzeln gebildet.
Die stängelumfassenden Laubblätter sind gegenständig und oft dicht gedrängt sich mehr oder weniger deckend am Stängel angeordnet. Die einfache, sukkulente Blattspreite ist bei einer Länge von 1 bis zu 2 Millimetern eiförmig mit spitzlichen oberen Ende. Die Blattoberseite ist flach und die -unterseite gerundet.

### Generative Merkmale
Die Blütezeit reicht in Deutschland von Mai bis September, in der Schweiz von April bis Juli. In den Blattachseln befinden sich zwei bis vier sitzende, winzige Blüten.
Die zwittrige Blüte ist dreizählig mit doppelter Blütenhülle. Die drei fleischigen Kelchblätter sind breit lanzettlich, spitz, etwa 1 Millimeter lang und hellrot mit weißer Spitze. Die Kronblätter sind kürzer als die Kelchblätter. Die drei weißen bis hell-rosafarbenen Kronblätter sind schmal-lanzettlich mit spitzem oberen Ende. Es sind drei Staubblätter vorhanden.
Sie sind kürzer als die Kronblätter.
Die drei Balgfrüchte sind breit eiförmig mit kurzer Spitze und enthalten meist zwei Samen. Die dunkel-braunen Samen sind etwa 0,4 Millimeter lang mit längsrunzeliger Oberfläche.
Die Chromosomenzahl beträgt 2n = 28.

## Ökologie
Beim Moos-Dickblatt handelt es sich um einen sommergrünen Therophyten.
Bei den Blüten findet wohl ausschließlich Selbstbestäubung statt.

## Vorkommen
Crassula tillaea ist ein submediterran-subatlantisches Florenelement. Sie ist in West-, Süd- und Südosteuropa, im Mittelmeerraum, in Nordafrika, der Türkei, Saudi-Arabien sowie auf den Kanarischen Inseln und Madeira verbreitet. In Irland, im pazifischen Nordamerika (British Columbia, Washington, Oregon, Kalifornien) und in Südamerika (zentrales Chile, Uruguay) ist sie ein Neophyt.
In Europa hat das Moos-Dickblatt ursprüngliche Vorkommen in den Ländern Portugal, Spanien, Frankreich, Großbritannien, Belgien, den Niederlanden, in Deutschland, Italien, Griechenland, Nordmazedonien, Bulgarien und der Türkei. Auf den Azoren und Kanaren ist die Ursprünglichkeit zweifelhaft. In der Schweiz kommt die Art adventiv vor. 
Auf dem heutigen Gebiet Deutschlands wurde das Moos-Dickblatt erstmals 1822 gefunden. 2011 wurde das Moos-Dickblatt zum ersten Mal in Niedersachsen nachgewiesen, und zwar auf Baltrum. In Schleswig-Holstein ist es in Einbürgerung begriffen; es wurde dort erstmals in Trittrasen auf Campingplätzen gefunden. Den Erstnachweis für die Ostseeküste gab es 2012 auf Fehmarn. Diese Art gilt als Wärmezeiger; der in Norddeutschland beobachtete Ausbreitungsprozess hatte etwa in den 1980er Jahren in Großbritannien und den Niederlanden begonnen und hat mittlerweile Dänemark erreicht, er wird mit dem Klimawandel in Verbindung gebracht.
In Mitteleuropa tritt das Moos-Dickblatt in Therophytenfluren feuchter (winternasser) Sandböden, Feuchtheiden, Teichbodengesellschaften und Trittrasen auf. In den Niederlanden und Großbritannien wächst es bevorzugt auf sandigen Böden, häufig an Wegen oder Parkplätzen.
Die Zeigerwerte nach Ellenberg sind: Lichtzahl L: 8 (Lichtpflanze), Temperaturzahl T: 7 (Wärmezeiger), Kontinentalitätszahl K: 2 (ozeanisch), Feuchtezahl F: 7 (Feuchtezeiger), Reaktionszahl R: x (indifferentes Verhalten), Stickstoffzahl N: 3 (auf stickstoffarmen Standorten häufiger), Salzzahl S: 0 (nicht salzertragend).
Das Moos-Dickblatt kommt u. a. im pflanzensoziologischen Verband Nano-Cyperion (auch Zwergbinsen-Gesellschaften, Zwergbinsenflur oder Einjährige Schlammflur genannt) vor.
In der Roten Liste der gefährdeten Arten der IUCN ist Crassula tillaea als LC = „least concern“ = „nicht gefährdet“ gelistet und im Bestand zunehmend. In der Roten Liste der gefährdeten Pflanzenarten Deutschlands nach Metzing et al. 2018 ist Crassula tillaea in Gefährdungskategorie 2 = stark gefährdet. Dies ist eine Verbesserung der Einstufung gegenüber der vorhergehenden Roten Liste nach Korneck et. al. 1998 als Crassula tillaea in allen Bundesländern Deutschlands in Kategorie 0 war = ausgestorben oder verschollen. Allerdings ist bei dieser in Deutschland extrem seltenen Art weiterhin der Trend zu einem starken Rückgang vorhanden.

## Systematik
Die Erstveröffentlichung erfolgte 1753 unter dem Namen (Basionym) Tillaea muscosa durch Carl von Linné in Species Plantarum, Tomus I, S. 129. Die Neukombination zu Crassula tillaea Lest.-Garl. wurde 1903 durch Lester Vallis Lester-Garland in A Flora of the Island of Jersey, S. 87 veröffentlicht. Weitere Synonyme für Crassula tillaea Lest.-Garl. sind: Crassula muscosa (L.) Roth, Crassula muscosa L., Mesanchum connatum Dulac, Sedum tillaei E.H.L.Krause.
Das ursprüngliche Artepitheton muscosa sowie die Trivialnamen Moosblümchen, mosbloempje (niederländisch), mousse-fleurie (französisch) und mossy stonecrop (englisch) beziehen sich auf das moosähnliche Aussehen der Pflanzen.